# Molophilus (Molophilus) neptunus
Molophilus (Molophilus) neptunus is een tweevleugelige uit de familie steltmuggen (Limoniidae). De soort komt voor in het Neotropisch gebied.